# Farzad Goodarzi
Farzad Goodarzi – irański kompozytor, pedagog, członek naukowy i wykładowca Instytutu Muzycznego i Teatralnego Uniwersytetu Teherańskiego.
Naukę muzyki rozpoczął w swoim rodzinnym kraju. W 1993 wyjechał na studia na Ukrainę, gdzie ukończył Akademię Muzyczną im. P. Czajkowskiego w Kijowie. Studiował tam między innymi u L. Kołoduba i L. Dyczko. Pracował na Uniwersytecie Teherańskim w Instytucie Muzycznym (2002–2008).
Goodarzi studiował także w Akademii Muzycznej w Gdańsku (2005–2008). W 2011 roku ukończył studia doktoranckie na Wydziale Kompozycji Dyrygentury i Teorii Muzyki Uniwersytecie Muzycznym im. F. Chopina w Warszawie.
Goodarzi jest jednym z nielicznych kompozytorów, którzy eksperymentują jednocześnie na podstawie muzyki europejskiej i wschodniej.